# Stamboom Edward VII van het Verenigd Koninkrijk
Dit is de stamboom van Edward VII van het Verenigd Koninkrijk (1841-1910).
| Overgrootouders                                                                                | Frans van Saksen-Coburg-Saalfeld (1750-1806) x 1776 Augusta van Reuss-Ebersdorf en Lobenstein (1757-1831) | Frans van Saksen-Coburg-Saalfeld (1750-1806) x 1776 Augusta van Reuss-Ebersdorf en Lobenstein (1757-1831) | Frans van Saksen-Coburg-Saalfeld (1750-1806) x 1776 Augusta van Reuss-Ebersdorf en Lobenstein (1757-1831) | Frans van Saksen-Coburg-Saalfeld (1750-1806) x 1776 Augusta van Reuss-Ebersdorf en Lobenstein (1757-1831) | Frans van Saksen-Coburg-Saalfeld (1750-1806) x 1776 Augusta van Reuss-Ebersdorf en Lobenstein (1757-1831) | Frans van Saksen-Coburg-Saalfeld (1750-1806) x 1776 Augusta van Reuss-Ebersdorf en Lobenstein (1757-1831) | August van Saksen-Gotha-Altenburg (1772-1822) x 1797 Louise Charlotte van Mecklenburg-Schwerin (1779-1801) | August van Saksen-Gotha-Altenburg (1772-1822) x 1797 Louise Charlotte van Mecklenburg-Schwerin (1779-1801) | August van Saksen-Gotha-Altenburg (1772-1822) x 1797 Louise Charlotte van Mecklenburg-Schwerin (1779-1801) | August van Saksen-Gotha-Altenburg (1772-1822) x 1797 Louise Charlotte van Mecklenburg-Schwerin (1779-1801) | August van Saksen-Gotha-Altenburg (1772-1822) x 1797 Louise Charlotte van Mecklenburg-Schwerin (1779-1801) | August van Saksen-Gotha-Altenburg (1772-1822) x 1797 Louise Charlotte van Mecklenburg-Schwerin (1779-1801) | George III van het Verenigd Koninkrijk (1738-1820) x 1761 Charlotte van Mecklenburg-Strelitz (1744-1818) | George III van het Verenigd Koninkrijk (1738-1820) x 1761 Charlotte van Mecklenburg-Strelitz (1744-1818) | George III van het Verenigd Koninkrijk (1738-1820) x 1761 Charlotte van Mecklenburg-Strelitz (1744-1818) | George III van het Verenigd Koninkrijk (1738-1820) x 1761 Charlotte van Mecklenburg-Strelitz (1744-1818) | George III van het Verenigd Koninkrijk (1738-1820) x 1761 Charlotte van Mecklenburg-Strelitz (1744-1818) | George III van het Verenigd Koninkrijk (1738-1820) x 1761 Charlotte van Mecklenburg-Strelitz (1744-1818) | George III van het Verenigd Koninkrijk (1738-1820) x 1761 Charlotte van Mecklenburg-Strelitz (1744-1818) | Frans van Saksen-Coburg-Saalfeld (1750-1806) x 1776 Augusta van Reuss-Ebersdorf en Lobenstein (1757-1831) | Frans van Saksen-Coburg-Saalfeld (1750-1806) x 1776 Augusta van Reuss-Ebersdorf en Lobenstein (1757-1831) | Frans van Saksen-Coburg-Saalfeld (1750-1806) x 1776 Augusta van Reuss-Ebersdorf en Lobenstein (1757-1831) | Frans van Saksen-Coburg-Saalfeld (1750-1806) x 1776 Augusta van Reuss-Ebersdorf en Lobenstein (1757-1831) | Frans van Saksen-Coburg-Saalfeld (1750-1806) x 1776 Augusta van Reuss-Ebersdorf en Lobenstein (1757-1831) | Frans van Saksen-Coburg-Saalfeld (1750-1806) x 1776 Augusta van Reuss-Ebersdorf en Lobenstein (1757-1831) | Frans van Saksen-Coburg-Saalfeld (1750-1806) x 1776 Augusta van Reuss-Ebersdorf en Lobenstein (1757-1831) |
| Grootouders                                                                                    | Ernst I van Saksen-Coburg en Gotha (1784-1844) x 1817 Louise van Saksen-Gotha-Altenburg (1800-1831)       | Ernst I van Saksen-Coburg en Gotha (1784-1844) x 1817 Louise van Saksen-Gotha-Altenburg (1800-1831)       | Ernst I van Saksen-Coburg en Gotha (1784-1844) x 1817 Louise van Saksen-Gotha-Altenburg (1800-1831)       | Ernst I van Saksen-Coburg en Gotha (1784-1844) x 1817 Louise van Saksen-Gotha-Altenburg (1800-1831)       | Ernst I van Saksen-Coburg en Gotha (1784-1844) x 1817 Louise van Saksen-Gotha-Altenburg (1800-1831)       | Ernst I van Saksen-Coburg en Gotha (1784-1844) x 1817 Louise van Saksen-Gotha-Altenburg (1800-1831)       | Ernst I van Saksen-Coburg en Gotha (1784-1844) x 1817 Louise van Saksen-Gotha-Altenburg (1800-1831)        | Ernst I van Saksen-Coburg en Gotha (1784-1844) x 1817 Louise van Saksen-Gotha-Altenburg (1800-1831)        | Ernst I van Saksen-Coburg en Gotha (1784-1844) x 1817 Louise van Saksen-Gotha-Altenburg (1800-1831)        | Ernst I van Saksen-Coburg en Gotha (1784-1844) x 1817 Louise van Saksen-Gotha-Altenburg (1800-1831)        | Ernst I van Saksen-Coburg en Gotha (1784-1844) x 1817 Louise van Saksen-Gotha-Altenburg (1800-1831)        | Ernst I van Saksen-Coburg en Gotha (1784-1844) x 1817 Louise van Saksen-Gotha-Altenburg (1800-1831)        | Eduard August van Hannover (1767-1820) x 1818 Victoria van Saksen-Coburg-Saalfeld (1786-1861)            | Eduard August van Hannover (1767-1820) x 1818 Victoria van Saksen-Coburg-Saalfeld (1786-1861)            | Eduard August van Hannover (1767-1820) x 1818 Victoria van Saksen-Coburg-Saalfeld (1786-1861)            | Eduard August van Hannover (1767-1820) x 1818 Victoria van Saksen-Coburg-Saalfeld (1786-1861)            | Eduard August van Hannover (1767-1820) x 1818 Victoria van Saksen-Coburg-Saalfeld (1786-1861)            | Eduard August van Hannover (1767-1820) x 1818 Victoria van Saksen-Coburg-Saalfeld (1786-1861)            | Eduard August van Hannover (1767-1820) x 1818 Victoria van Saksen-Coburg-Saalfeld (1786-1861)            | Eduard August van Hannover (1767-1820) x 1818 Victoria van Saksen-Coburg-Saalfeld (1786-1861)             | Eduard August van Hannover (1767-1820) x 1818 Victoria van Saksen-Coburg-Saalfeld (1786-1861)             | Eduard August van Hannover (1767-1820) x 1818 Victoria van Saksen-Coburg-Saalfeld (1786-1861)             | Eduard August van Hannover (1767-1820) x 1818 Victoria van Saksen-Coburg-Saalfeld (1786-1861)             | Eduard August van Hannover (1767-1820) x 1818 Victoria van Saksen-Coburg-Saalfeld (1786-1861)             | Eduard August van Hannover (1767-1820) x 1818 Victoria van Saksen-Coburg-Saalfeld (1786-1861)             | Eduard August van Hannover (1767-1820) x 1818 Victoria van Saksen-Coburg-Saalfeld (1786-1861)             |
| Ouders                                                                                         | Albert van Saksen-Coburg en Gotha (1819-1861) x 1840 Victoria van het Verenigd Koninkrijk (1819-1901)     | Albert van Saksen-Coburg en Gotha (1819-1861) x 1840 Victoria van het Verenigd Koninkrijk (1819-1901)     | Albert van Saksen-Coburg en Gotha (1819-1861) x 1840 Victoria van het Verenigd Koninkrijk (1819-1901)     | Albert van Saksen-Coburg en Gotha (1819-1861) x 1840 Victoria van het Verenigd Koninkrijk (1819-1901)     | Albert van Saksen-Coburg en Gotha (1819-1861) x 1840 Victoria van het Verenigd Koninkrijk (1819-1901)     | Albert van Saksen-Coburg en Gotha (1819-1861) x 1840 Victoria van het Verenigd Koninkrijk (1819-1901)     | Albert van Saksen-Coburg en Gotha (1819-1861) x 1840 Victoria van het Verenigd Koninkrijk (1819-1901)      | Albert van Saksen-Coburg en Gotha (1819-1861) x 1840 Victoria van het Verenigd Koninkrijk (1819-1901)      | Albert van Saksen-Coburg en Gotha (1819-1861) x 1840 Victoria van het Verenigd Koninkrijk (1819-1901)      | Albert van Saksen-Coburg en Gotha (1819-1861) x 1840 Victoria van het Verenigd Koninkrijk (1819-1901)      | Albert van Saksen-Coburg en Gotha (1819-1861) x 1840 Victoria van het Verenigd Koninkrijk (1819-1901)      | Albert van Saksen-Coburg en Gotha (1819-1861) x 1840 Victoria van het Verenigd Koninkrijk (1819-1901)      | Albert van Saksen-Coburg en Gotha (1819-1861) x 1840 Victoria van het Verenigd Koninkrijk (1819-1901)    | Albert van Saksen-Coburg en Gotha (1819-1861) x 1840 Victoria van het Verenigd Koninkrijk (1819-1901)    | Albert van Saksen-Coburg en Gotha (1819-1861) x 1840 Victoria van het Verenigd Koninkrijk (1819-1901)    | Albert van Saksen-Coburg en Gotha (1819-1861) x 1840 Victoria van het Verenigd Koninkrijk (1819-1901)    | Albert van Saksen-Coburg en Gotha (1819-1861) x 1840 Victoria van het Verenigd Koninkrijk (1819-1901)    | Albert van Saksen-Coburg en Gotha (1819-1861) x 1840 Victoria van het Verenigd Koninkrijk (1819-1901)    | Albert van Saksen-Coburg en Gotha (1819-1861) x 1840 Victoria van het Verenigd Koninkrijk (1819-1901)    | Albert van Saksen-Coburg en Gotha (1819-1861) x 1840 Victoria van het Verenigd Koninkrijk (1819-1901)     | Albert van Saksen-Coburg en Gotha (1819-1861) x 1840 Victoria van het Verenigd Koninkrijk (1819-1901)     | Albert van Saksen-Coburg en Gotha (1819-1861) x 1840 Victoria van het Verenigd Koninkrijk (1819-1901)     | Albert van Saksen-Coburg en Gotha (1819-1861) x 1840 Victoria van het Verenigd Koninkrijk (1819-1901)     | Albert van Saksen-Coburg en Gotha (1819-1861) x 1840 Victoria van het Verenigd Koninkrijk (1819-1901)     | Albert van Saksen-Coburg en Gotha (1819-1861) x 1840 Victoria van het Verenigd Koninkrijk (1819-1901)     | Albert van Saksen-Coburg en Gotha (1819-1861) x 1840 Victoria van het Verenigd Koninkrijk (1819-1901)     |
| Edward VII van het Verenigd Koninkrijk (1841-1910) x 1863 Alexandra van Denemarken (1844-1925) | | | | | | | | | | | | | | | | | | | | | | | | | | |
| Kinderen                                                                                       | Albert Victor (1864-1892)                                                                                 | Albert Victor (1864-1892)                                                                                 | George (1865-1936) Koning George V x 1893 Mary van Teck (1867-1953)                                       | George (1865-1936) Koning George V x 1893 Mary van Teck (1867-1953)                                       | George (1865-1936) Koning George V x 1893 Mary van Teck (1867-1953)                                       | George (1865-1936) Koning George V x 1893 Mary van Teck (1867-1953)                                       | George (1865-1936) Koning George V x 1893 Mary van Teck (1867-1953)                                        | George (1865-1936) Koning George V x 1893 Mary van Teck (1867-1953)                                        | George (1865-1936) Koning George V x 1893 Mary van Teck (1867-1953)                                        | George (1865-1936) Koning George V x 1893 Mary van Teck (1867-1953)                                        | George (1865-1936) Koning George V x 1893 Mary van Teck (1867-1953)                                        | George (1865-1936) Koning George V x 1893 Mary van Teck (1867-1953)                                        | George (1865-1936) Koning George V x 1893 Mary van Teck (1867-1953)                                      | George (1865-1936) Koning George V x 1893 Mary van Teck (1867-1953)                                      | Louise(1867-1931) x 1889 Alexander Duff (1849-1912)                                                      | Louise(1867-1931) x 1889 Alexander Duff (1849-1912)                                                      | Louise(1867-1931) x 1889 Alexander Duff (1849-1912)                                                      | Louise(1867-1931) x 1889 Alexander Duff (1849-1912)                                                      | Louise(1867-1931) x 1889 Alexander Duff (1849-1912)                                                      | Louise(1867-1931) x 1889 Alexander Duff (1849-1912)                                                       | Victoria (1868-1935)                                                                                      | Victoria (1868-1935)                                                                                      | Maud (1869-1938) x 1896 Karel van Noorwegen(1872-1952) Haakon VII van Noorwegen                           | Maud (1869-1938) x 1896 Karel van Noorwegen(1872-1952) Haakon VII van Noorwegen                           | Alexander(1871)                                                                                           | Alexander(1871)                                                                                           |
| Kleinkinderen                                                                                  | - | - | David (1894-1972) Koning Edward VIII x 1937 Wallis Simpson (1896-1986)                                    | David (1894-1972) Koning Edward VIII x 1937 Wallis Simpson (1896-1986)                                    | Albert (1895-1952) Koning George VI x 1923 Elizabeth Bowes-Lyon (1900-2002)                               | Albert (1895-1952) Koning George VI x 1923 Elizabeth Bowes-Lyon (1900-2002)                               | Mary (1897-1965) x 1922 Henry Lascelles (1882-1947)                                                        | Mary (1897-1965) x 1922 Henry Lascelles (1882-1947)                                                        | Henry (1900-1974) x 1935 Alice Christabel Montagu-Douglas-Scott (1901-2004)                                | Henry (1900-1974) x 1935 Alice Christabel Montagu-Douglas-Scott (1901-2004)                                | George (1902-1942) x 1934 Marina van Griekenland en Denemarken (1906-1968)                                 | George (1902-1942) x 1934 Marina van Griekenland en Denemarken (1906-1968)                                 | John (1905-1919)                                                                                         | John (1905-1919)                                                                                         | Alastair (1890)                                                                                          | Alastair (1890)                                                                                          | Alexandra (1891-1959) x 1913 Arthur van Connaught (1883-1938)                                            | Alexandra (1891-1959) x 1913 Arthur van Connaught (1883-1938)                                            | Maud (1893-1945) x 1923 Charles Carnegie (1893-1992)                                                     | Maud (1893-1945) x 1923 Charles Carnegie (1893-1992)                                                      | - | - | Alexander Frederik Eduard Christiaan (1903-1991) Olaf V van Noorwegen x 1929 Märtha (1901-1954)           | Alexander Frederik Eduard Christiaan (1903-1991) Olaf V van Noorwegen x 1929 Märtha (1901-1954)           | - | - |
| Achterkleinkinderen                                                                            | - | - | - | - | Elizabeth II (1926-2022) Margaret (1930-2002)                                                             | Elizabeth II (1926-2022) Margaret (1930-2002)                                                             | George(1923-2011) Gerald (1924-1998)                                                                       | George(1923-2011) Gerald (1924-1998)                                                                       | William (1941-1972) Richard (1944)                                                                         | William (1941-1972) Richard (1944)                                                                         | Edward (1935) Alexandra (1936) Michael (1942)                                                              | Edward (1935) Alexandra (1936) Michael (1942)                                                              | - | - | - | - | Alastair (1914-1943)                                                                                     | Alastair (1914-1943)                                                                                     | James (1929)                                                                                             | James (1929)                                                                                              | - | - | Ragnhild (1930-2012) Astrid (1932) Harald (1937) Harald V van Noorwegen                                   | Ragnhild (1930-2012) Astrid (1932) Harald (1937) Harald V van Noorwegen                                   | - | - |